# ヘンリー・ウィリアムズ＝ウィン

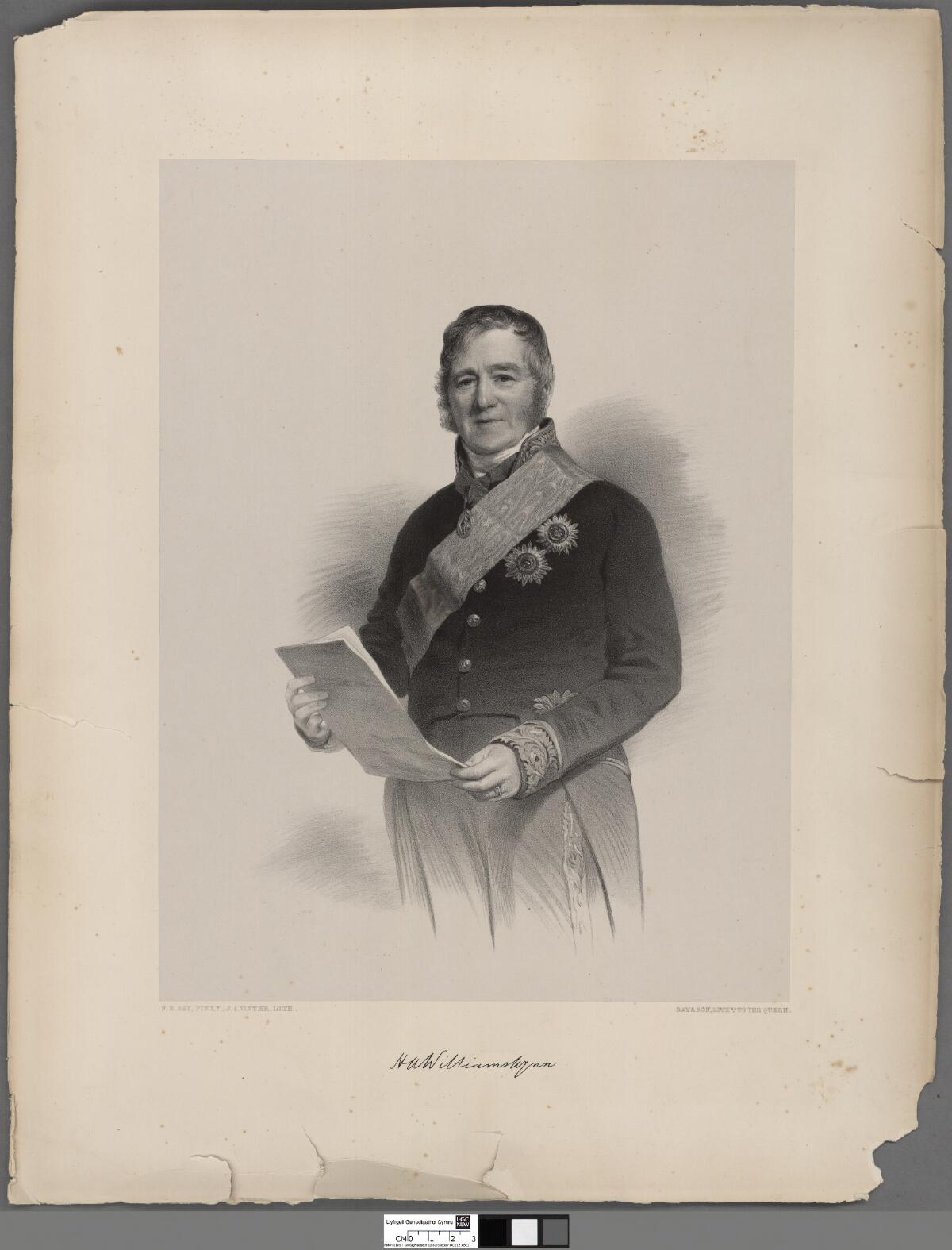
ジョン・アルフレッド・ヴィンター（John Alfred Vinter）による肖像画、1850年頃。ウェールズ国立図書館所蔵。

サー・ヘンリー・ワトキン・ウィリアムズ＝ウィン（英語: Sir Henry Watkin Williams-Wynn KCB GCH PC、1783年3月16日 – 1856年3月28日）は、イギリスの外交官。

## 生涯
第4代準男爵サー・ワトキン・ウィリアムズ＝ウィンの三男として、1783年3月16日に生まれた。母はシャーロット・ウィリアムズ＝ウィン（旧姓グレンヴィル、イギリス首相ジョージ・グレンヴィルの娘）。チジックで家庭教師による教育を受けた後、1796年から1798年までハーロー校に在学した。
1799年4月、母方の叔父にあたる初代グレンヴィル男爵ウィリアム・グレンヴィルの外務大臣在任中に外務省の秘書官に就職した。グレンヴィル男爵はウィリアムズ＝ウィンをトマス・グレンヴィル（グレンヴィル男爵の弟）の秘書官に任命して、2人をベルリンに派遣するが、2人は間一髪で海難死を逃れるという危険に遭った。その後、グレンヴィル男爵は1801年2月1日にウィリアムズ＝ウィンを自身の秘書官に任命したが、わずか3週間のうちにグレンヴィル男爵自身が辞任したため、ウィリアムズ＝ウィンも1801年2月20日に外務大臣付き秘書官を退任した。
1803年6月、在ザクセン特命全権公使に任命されたが、ザクセン首都ドレスデン滞在中の1806年10月にはフランス軍の進軍によりテプリッツ、ウィーン、ケーニヒスベルクへと退避、やはり間一髪で海難死を逃れて帰国した。その後、1,500ポンドの年金を与えられ、1807年1月にはミッドハースト選挙区で庶民院議員に当選した。同年4月に議会で一度投票したが、直後の解散総選挙で議員を退任した。1810年にグレンヴィル男爵がオックスフォード大学学長に就任すると、ウィリアムズ＝ウィンは同年7月6日にD.C.L.の学位を授与された。
議員退任以降も「グレンヴィル男爵が与党に復帰するとその秘書官になる」「親族の援助を借りて議員に返り咲く」「ジョージ・カニング（1808年）やカースルレー子爵（1815年7月）に外交職への任命を求める」など多くの噂や動きがあったがいずれも実現せず、1821年にウィリアムズ＝ウィン家が首相リヴァプール伯爵と和解してようやく在スイス特命全権公使（1822年2月）に任命されたが、この任命は1822年3月に貴族院で、5月に庶民院で批判を受けた。1823年2月に在ヴュルテンベルク特命全権公使に、1824年9月に在デンマーク特命全権公使に転じた。
1825年9月30日に枢密顧問官に任命され、1831年にロイヤル・ゲルフ勲章ナイト・クランド・クロスを、1851年3月1日にバス勲章ナイト・クランド・クロスを授与された。
1853年初に在デンマーク特命全権公使を退任、1856年3月28日に死去した。

## 家族
1813年9月30日、ヘスター・フランシス・スミス（Hester Frances Smith、1854年3月5日没、初代キャリントン男爵ロバート・スミスの娘）と結婚、3男3女をもうけた。子女のうち1男がクリミア戦争中の1854年に戦死した。